# El Porvenir (Francisco Morazán)
El Porvenir es un municipio del departamento de Francisco Morazán en la República de Honduras.

## Toponimia
Su nombre es en sustantivo que significa: Futuro.

## Límites
Está situado en el Valle de Siria y su cabecera cerca del Cerro El Mogote.
| Orientación | Límite                                       |
| ----------- | -------------------------------------------- |
| Norte       | Municipio de Marale, Francisco Morazán       |
| Norte       | Municipio de San José del Potrero, Comayagua |
| Sur         | Municipio de Cedros, Francisco Morazán       |
| Sur         | Municipio de Vallecillo, Francisco Morazán   |
| Este        | Municipio de San Ignacio, Francisco Morazán  |
| Oeste       | Municipio de Esquías, Comayagua              |
| Oeste       | Municipio de Minas de Oro, Comayagua         |
| Oeste       | Municipio de San José del Potrero, Comayagua |

## Historia
En 1896, en la División Política Territorial de 1896 era una Aldea de Cedros.
En 1964 (7 de febrero), le dieron categoría de Municipio.

## División Política
Aldeas: 8 (2013)
Caseríos: 111 (2013)
| Código | Aldea                                |
| ------ | ------------------------------------ |
| 080501 | El Porvenir (cabecera del municipio) |
| 080502 | El Agua Caliente                     |
| 080503 | El Escanito                          |
| 080504 | El Guantillo                         |
| 080505 | El Pedernal                          |
| 080506 | El Terrero                           |
| 080507 | Guayabillas                          |
| 080508 | Pueblo Nuevo                         |